# Seán MacBride
Seán MacBride,  irski politik, odvetnik, mednarodni mirovnik, nobelovec, veljak organizacije IRA, * 26. januar 1904, † 15. januar 1988.
Najprej je bil viden lokalni politik, nato pa je sodeloval v različnih pomembnih mednarodnih organizacijah 20. stoletja, vključno z Organizacijo združenih narodov, Svetom Evrope in Amnesty International. Prejel je Nobelovo nagrado za mir leta 1974, Leninovo nagrado za mir za 1975-1976 in Unescovo srebrno medaljo za služenje ciljem organizacije iz leta 1980.

## Zgodnja leta
MacBride se je rodil v Parizu leta 1904, kot sin vojaškega častnika Johna MacBridea in Maud Gonne. Njegov prvi jezik je francoščina. Oče je poznan kot udeleženec oziroma obsojenec na smrtno kazen zaradi sodelovanja pri uporu na Irskem leta 1916, četudi je kasneje ugotovljeno, da je njegova udeležba bila nerodna, celo nenamerna. Sprva je študiral v liceju Saint-Louis-de-Gonzague, kjer je ostal do usmrtitve očeta. Ob preselitvi v Irsko je še kot najstnik postal del vojaške ustanove Irske republikanske armade, po kateri je kasneje dobila ime IRA. Tako je sodeloval v irski vojni za osamosvojitev. Nasprotoval je pogodbi med Angleži in Irci leta 1921 ter bil zaprt med kasnejšo državljansko vojno.
Po izpustitvi leta 1924 se je MacBride posvetil študiju prava na Univerzi v Dublinu in nadaljeval z aktivnostmi v IRA. Kmalu zatem se je tudi poročil s hčerjo vplivnega založnika in potopisca.
Pred vrnitvijo v Dublin leta 1927, kjer je postal direktor IRA-e za obveščevalne dejavnosti, je imel za sabo nekaj let izkušenj iz novinarstva v Parizu in Londonu. Kmalu po vrnitvi je bil obtožen umora irskega politika, ki je bil ubit pred svojim domovanjem. MacBride je dokazal, da ni mogel opraviti kaznivega dejanja, imel je tudi zanesljive priče, a je bil vseeno aretiran kot subverziven element in tako prebil nekaj časa v zaporu kot obsojenec.
Proti koncu dvajsetih letih 20. stoletja se je IRA vidno politično preuredila in izrazito nacionalistično gibanje je postalo politična sila različnih družbenih skupin. Najbolj urejena sredina Fianna Fáil je bila opazno desna v sestavi, zato so si nekateri člani organizacije prizadevali oblikovati levico. MacBride je sodeloval pri oblikovanju socialističnega gibanja Saor Éire (»Svobodna Irska«), leta 1931. Čeprav je bila zunaj vojaške organizacije, je bila Saor Éire skupaj z IRA razglašena za nezakonito. Organizacija se je borila proti kapitalizmu bančnih in drugih angleških predstavnikov kapitala in tako skrbela za dobrobit socialnih primerov, kmetov. MacBride je bil v tem obdobju glavna tarča britanskih varnostnih sil.
Leta 1936 je nadomestil načelnika štaba IRA, a je opravljal delo v razmeroma neurejenem obdobju. Leto kasneje se je posvetil odvetniškem poklicu. Po uvedbi irske ustave je prekinil povezave z IRA, a je pogosto zastopal politične zapornike. Pomembno je njegovo prizadevanje za izboljšave razmer v zaporih.

## Clann na Poblachta
V letu 1946 MacBride pomaga pri ustanovitvi republikanske socialistične stranke Clann na Poblachta. Stranka ni bila izrazito uspešna na volitvah, a je MacBride leta 1948 uspešno pristopil k povojni irski vladi kot zunanji minister. V tej vlogi je sodeloval pri pripravi Evropske konvencije o človekovih pravicah. Bil je tudi predsednik Odbora Ministrov Sveta Evrope od leta 1949 do 1950 in je bil priznan za ključno silo pri sprejetju te konvencije, ki je bila končno podpisana v Rimu 4. novembra 1950. Leta 1950 je bil predsednik Sveta zunanjih ministrov Sveta Evrope in podpredsednik Organizacije za evropsko ekonomsko sodelovanje (OEEC, kasneje OECD) v letih 1948-51. Bil je ključna osebnost pri irski zavrnitvi članstva v zvezi NATO.
V času njegovega mandata se je Irska tudi odločila, da bo 18. aprila 1949 zapustila Commonwealth narodov britanskega imperija.
Stranka Clann na Poblachta je že leta 1951 izgubljala volilni izid. MacBride je do leta 1954 ohranil položaj, a kasneje tudi ob kandidiranju ni uspešen kandidat. Leta 1983 se je ponudil za kandidata za predsednika države, a ni zbral dovolj podpore za vlogo kandidature in je že pred tem odstopil. Že pred tem je končal z aktivnim udejstvovanjem v politiki, namesto česar je deloval kot odvetnik.

## Mednarodna politika
MacBride je bil pomemben člen mednarodne uveljavitve Amnesty International (prej se je imenovala le Amnesty) in je služil kot predsednik prvega ustanovnega mednarodnega odbora. Bil je generalni sekretar Mednarodne komisije pravnikov v obdobju 1963 do 1971, kjer je veljal za pomembnega reformista organizacije. Po tem je bil izvoljen na vodilne položaje (1968-1974) in kasneje 1974-1985 v Mednarodnem mirovnem biroju v Ženevi. Bil je tudi podpredsednik Organizacije za evropsko ekonomsko sodelovanje in Predsednik Odbora ministrov Sveta Evrope.
Sodeloval je pri pisanju ustave Organizacije afriške enotnosti (OAE) in tudi pri pisanju prve ustave Gane (prva angleška kolonija v Afriki, ki je dosegla neodvisnost), ki je veljala devet let do vojaškega udara leta 1966.
Najprej viden lokalni politik je pomembno napredoval in sodeloval v različnih pomembnih mednarodnih organizacijah 20. stoletja, vključno z Združenimi Narodi, Svetom Evrope in Amnesty International. Prejel je Nobelovo nagrado za mir leta 1974, Leninovo nagrado za mir za obdobje 1975-1976 in UNESCO Srebrno medaljo za služenje ciljem organizacije iz leta 1980.

### Organizacija združenih narodov
Sean MacBride je v organizaciji Združenih narodov veljal za izredno pomembno osebnost, ki je zavzemala naslednje funkcije:
- Pomočnik Generalnega Sekretarja OZN
- Predsednik Generalne Skupščine
- Visoki Komisar za begunce
- Visoki Komisar za človekove pravice
- Visoki Komisar za Namibijo
- Predsednik Unescove Mednarodne komisije za komunikacijske težave, ki je sestavila odmevno MacBrideovo poročilo iz leta 1980.

## Zasebno življenje
Bil je navdušen ljubitelj pankeltskega gibanja. Na svoj rojstni dan se je poročil s Catalino Bulfin, ki je z njim delila politično strast in prepričanja. Proti koncu življenja je veliko časa prebil v Parizu v domu svoje matere. Celo življenje je ohranil mehko izgovorjavo in skromno vedenje.
Seán MacBride je umrl v Dublinu 15. januarja 1988, enajst dni pred svojim 84. rojstnim dnem. Pokopan je na pokopališču Glasnevin, v preprostem grobu z mamo, sinom in ženo, ki je umrla leta 1976.